# Bijelo Polje
Bijelo Polje (cyr. Бијело Поље) – miasto w Czarnogórze, siedziba gminy Bijelo Polje. W 2023 roku liczyło 39 710 mieszkańców.
Jest położone w Sandżaku, na lewym brzegu rzeki Lim, przy linii kolejowej Belgrad – Bar.